# Cronaca degli anni di brace
Cronaca degli anni di brace (in arabo وقائع سنين الجمر, traslitterato: Chronique des années de braise) è un film del 1975 diretto da Mohammed Lakhdar-Hamina, vincitore della Palma d'oro come miglior film al 28º Festival di Cannes.

## Trama
Il film è costituito da 6 capitoli che comprendono, tra gli altri, gli anni della cenere, gli anni della brace, gli anni del fuoco e l'anno del carro.
La vicenda del film ha inizio nel 1939 e termina l'11 novembre 1954, volendo intendere  che il 1º novembre 1954 (il giorno rosso di Ognissanti e data di inizio della guerra d'Algeria), costituisce  il culmine di un lungo processo, di sofferenze e di battaglie sia politiche che militari, che hanno impegnato il popolo algerino nel contesto della colonizzazione francese.